# FA Cup 1958-1959
The FA Cup 1958-59 fu la 78ª edizione della più antica competizione ad eliminazione diretta del mondo, la coppa nazionale inglese conosciuta come FA Cup. Il Nottingham Forest vinse per la seconda volta la competizione.

## Calendario
| Round                           | Date                     |
| ------------------------------- | ------------------------ |
| Turno preliminare               | sabato 6 settembre 1958  |
| Primo turno di qualificazione   | sabato 20 settembre 1958 |
| Secondo turno di qualificazione | sabato 4 ottobre 1958    |
| Terzo turno di qualificazione   | sabato 18 ottobre 1958   |
| Quarto turno di qualificazione  | sabato 1º novembre 1958  |
| Primo turno                     | sabato 15 novembre 1958  |
| Secondo turno                   | sabato 6 dicembre 1958   |
| Terzo turno                     | sabato 10 gennaio 1959   |
| Quarto turno                    | sabato 24 gennaio 1959   |
| Ottavi di finale                | sabato 14 febbraio 1959  |
| Quarti di finale                | sabato 28 febbraio 1959  |
| Semi finali                     | sabato 14 marzo 1959     |
| Finali                          | sabato 2 maggio 1959     |

## Primo turno
| N°          | Casa                     | Punteggio | Trasferta            | Data             |
| ----------- | ------------------------ | --------- | -------------------- | ---------------- |
| 1           | Ashford Town             | 0-1       | Crystal Palace       | 15 novembre 1958 |
| 2           | Chester                  | 3-2       | Boston United        | 15 novembre 1958 |
| 3           | Chesterfield             | 3-0       | Rhyl                 | 15 novembre 1958 |
| 4           | Bury                     | 1-0       | York City            | 18 novembre 1958 |
| 5           | Southampton              | 4-1       | Woking               | 15 novembre 1958 |
| 6           | Watford                  | 1-1       | Reading              | 15 novembre 1958 |
| Ripetizione | Reading                  | 0-2       | Watford              | 19 novembre 1958 |
| 7           | Weymouth                 | 2-5       | Coventry City        | 15 novembre 1958 |
| 8           | Walsall                  | 0-1       | Queens Park Rangers  | 15 novembre 1958 |
| 9           | Wisbech Town             | 2-2       | Newport County       | 15 novembre 1958 |
| Ripetizione | Newport County           | 4-1       | Wisbech Town         | 17 novembre 1958 |
| 10          | Notts County             | 1-2       | Barrow               | 15 novembre 1958 |
| 11          | Crewe Alexandra          | 2-2       | South Shields        | 15 novembre 1958 |
| Ripetizione | South Shields            | 5-0       | Crewe Alexandra      | 19 novembre 1958 |
| 12          | Swindon Town             | 5-0       | Aldershot            | 15 novembre 1958 |
| 13          | Doncaster Rovers         | 5-0       | Consett              | 15 novembre 1958 |
| 14          | Wrexham                  | 1-2       | Darlington           | 15 novembre 1958 |
| 15          | Heanor Town              | 1-5       | Carlisle United      | 15 novembre 1958 |
| 16          | Buxton                   | 4-1       | Crook Town           | 15 novembre 1958 |
| 17          | Tranmere Rovers          | 8-1       | Bishop Auckland      | 15 novembre 1958 |
| 18          | Accrington Stanley       | 5-1       | Workington           | 15 novembre 1958 |
| 19          | Brentford                | 3-2       | Exeter City          | 15 novembre 1958 |
| 20          | Northampton Town         | 2-0       | Wycombe Wanderers    | 15 novembre 1958 |
| 21          | Denaby United            | 0-2       | Oldham Athletic      | 15 novembre 1958 |
| 22          | King's Lynn              | 2-1       | Merthyr Tydfil       | 15 novembre 1958 |
| 23          | Norwich City             | 3-1       | Ilford               | 15 novembre 1958 |
| 24          | Plymouth Argyle          | 2-2       | Gillingham           | 15 novembre 1958 |
| Ripetizione | Gillingham               | 1-4       | Plymouth Argyle      | 19 novembre 1958 |
| 25          | Hull City                | 0-1       | Stockport County     | 15 novembre 1958 |
| 26          | Hitchin Town             | 1-1       | Millwall             | 15 novembre 1958 |
| Ripetizione | Millwall                 | 2-1       | Hitchin Town         | 17 novembre 1958 |
| 27          | Southend United          | 0-0       | Yeovil Town          | 15 novembre 1958 |
| Ripetizione | Yeovil Town              | 1-0       | Southend United      | 21 novembre 1958 |
| 28          | Hartlepools United       | 1-1       | Rochdale             | 15 novembre 1958 |
| Ripetizione | Rochdale                 | 3-3       | Hartlepools United   | 19 novembre 1958 |
| Ripetizione | Hartlepools United       | 2-1       | Rochdale             | 27 novembre 1958 |
| 29          | Mansfield Town           | 3-4       | Bradford City        | 15 novembre 1958 |
| 30          | Southport                | 0-2       | Halifax Town         | 15 novembre 1958 |
| 31          | Morecambe                | 1-2       | Blyth Spartans       | 15 novembre 1958 |
| 32          | Torquay United           | 1-0       | Port Vale            | 15 novembre 1958 |
| 33          | Guildford City           | 1-2       | Hereford United      | 15 novembre 1958 |
| 34          | Newport (IOW)            | 0-0       | Shrewsbury Town      | 15 novembre 1958 |
| Ripetizione | Shrewsbury Town          | 5-0       | Newport (IOW)        | 20 novembre 1958 |
| 35          | Gateshead                | 1-4       | Bradford Park Avenue | 15 novembre 1958 |
| 36          | Headington United        | 3-2       | Margate              | 15 novembre 1958 |
| 37          | Tooting & Mitcham United | 3-1       | Bournemouth          | 15 novembre 1958 |
| 38          | Peterborough United      | 2-2       | Kettering Town       | 15 novembre 1958 |
| Ripetizione | Kettering Town           | 2-3       | Peterborough United  | 20 novembre 1958 |
| 39          | Colchester United        | 2-0       | Bath City            | 15 novembre 1958 |
| 40          | Chelmsford City          | 0-0       | Worcester City       | 15 novembre 1958 |
| Ripetizione | Worcester City           | 3-1       | Chelmsford City      | 21 novembre 1958 |

## Secondo turno
| N°          | Casa                     | Punteggio | Trasferta          | Data             |
| ----------- | ------------------------ | --------- | ------------------ | ---------------- |
| 1           | Chester                  | 1-1       | Bury               | 6 dicembre 1958  |
| Ripetizione | Bury                     | 2-1       | Chester            | 9 dicembre 1958  |
| 2           | Barrow                   | 2-0       | Hartlepools United | 6 dicembre 1958  |
| 3           | Swindon Town             | 1-1       | Norwich City       | 6 dicembre 1958  |
| Ripetizione | Norwich City             | 1-0       | Swindon Town       | 11 dicembre 1958 |
| 4           | Tranmere Rovers          | 1-2       | Doncaster Rovers   | 6 dicembre 1958  |
| 5           | Queens Park Rangers      | 0-1       | Southampton        | 6 dicembre 1958  |
| 6           | Accrington Stanley       | 6-1       | Buxton             | 6 dicembre 1958  |
| 7           | Brentford                | 3-1       | King's Lynn        | 6 dicembre 1958  |
| 8           | Coventry City            | 1-3       | Plymouth Argyle    | 6 dicembre 1958  |
| 9           | Carlisle United          | 0-0       | Chesterfield       | 6 dicembre 1958  |
| Ripetizione | Chesterfield             | 1-0       | Carlisle United    | 10 dicembre 1958 |
| 10          | Oldham Athletic          | 2-0       | South Shields      | 6 dicembre 1958  |
| 11          | Crystal Palace           | 2-2       | Shrewsbury Town    | 6 dicembre 1958  |
| Ripetizione | Shrewsbury Town          | 2-2       | Crystal Palace     | 11 dicembre 1958 |
| Ripetizione | Crystal Palace           | 4-1       | Shrewsbury Town    | 15 dicembre 1958 |
| 12          | Worcester City           | 5-2       | Millwall           | 6 dicembre 1958  |
| 13          | Bradford Park Avenue     | 0-2       | Bradford City      | 6 dicembre 1958  |
| 14          | Blyth Spartans           | 3-4       | Stockport County   | 6 dicembre 1958  |
| 15          | Halifax Town             | 1-1       | Darlington         | 6 dicembre 1958  |
| Ripetizione | Darlington               | 3-0       | Halifax Town       | 10 dicembre 1958 |
| 16          | Torquay United           | 2-0       | Watford            | 6 dicembre 1958  |
| 17          | Hereford United          | 0-2       | Newport County     | 6 dicembre 1958  |
| 18          | Tooting & Mitcham United | 2-1       | Northampton Town   | 6 dicembre 1958  |
| 19          | Peterborough United      | 4-2       | Headington United  | 6 dicembre 1958  |
| 20          | Colchester United        | 1-1       | Yeovil Town        | 6 dicembre 1958  |
| Ripetizione | Yeovil Town              | 1-7       | Colchester United  | 11 dicembre 1958 |

## Terzo turno
| N°          | Casa                     | Punteggio | Trasferta                | Data            |
| ----------- | ------------------------ | --------- | ------------------------ | --------------- |
| 1           | Barrow                   | 2-4       | Wolverhampton Wanderers  | 10 gennaio 1959 |
| 2           | Bury                     | 0-1       | Arsenal                  | 10 gennaio 1959 |
| 3           | Southampton              | 1-2       | Blackpool                | 10 gennaio 1959 |
| 4           | Leicester City           | 1-1       | Lincoln City             | 10 gennaio 1959 |
| Ripetizione | Lincoln City             | 0-2       | Leicester City           | 14 gennaio 1959 |
| 5           | Blackburn                | 4-2       | Leyton Orient            | 10 gennaio 1959 |
| 6           | Aston Villa              | 2-1       | Rotherham United         | 10 gennaio 1959 |
| 7           | Sheffield Wednesday      | 0-2       | West Bromwich Albion     | 19 gennaio 1959 |
| 8           | Grimsby Town             | 2-2       | Manchester City          | 10 gennaio 1959 |
| Ripetizione | Manchester City          | 1-2       | Grimsby Town             | 24 gennaio 1959 |
| 9           | Middlesbrough            | 0-1       | Birmingham City          | 24 gennaio 1959 |
| 10          | Derby County             | 2-2       | Preston North End        | 10 gennaio 1959 |
| Ripetizione | Preston North End        | 4-2       | Derby County             | 19 gennaio 1959 |
| 11          | Luton Town               | 5-1       | Leeds United             | 10 gennaio 1959 |
| 12          | Everton                  | 4-0       | Sunderland               | 10 gennaio 1959 |
| 13          | Doncaster Rovers         | 0-2       | Bristol City             | 19 gennaio 1959 |
| 14          | Sheffield United         | 2-0       | Crystal Palace           | 10 gennaio 1959 |
| 15          | Ipswich Town             | 1-0       | Huddersfield Town        | 10 gennaio 1959 |
| 16          | Stockport County         | 1-3       | Burnley                  | 14 gennaio 1959 |
| 17          | Newcastle United         | 1-4       | Chelsea                  | 19 gennaio 1959 |
| 18          | Tottenham Hotspur        | 2-0       | West Ham United          | 10 gennaio 1959 |
| 19          | Fulham                   | 0-0       | Peterborough United      | 10 gennaio 1959 |
| Ripetizione | Peterborough United      | 0-1       | Fulham                   | 24 gennaio 1959 |
| 20          | Accrington Stanley       | 3-0       | Darlington               | 10 gennaio 1959 |
| 21          | Brentford                | 2-0       | Barnsley                 | 10 gennaio 1959 |
| 22          | Bristol Rovers           | 0-4       | Charlton Athletic        | 10 gennaio 1959 |
| 23          | Portsmouth               | 3-1       | Swansea Town             | 10 gennaio 1959 |
| 24          | Brighton & Hove Albion   | 0-2       | Bradford City            | 10 gennaio 1959 |
| 25          | Norwich City             | 3-0       | Manchester United        | 10 gennaio 1959 |
| 26          | Plymouth Argyle          | 0-3       | Cardiff City             | 10 gennaio 1959 |
| 27          | Worcester City           | 2-1       | Liverpool                | 15 gennaio 1959 |
| 28          | Scunthorpe United        | 0-2       | Bolton Wanderers         | 10 gennaio 1959 |
| 29          | Newport County           | 0-0       | Torquay United           | 10 gennaio 1959 |
| Ripetizione | Torquay United           | 0-1       | Newport County           | 14 gennaio 1959 |
| 30          | Stoke City               | 5-1       | Oldham Athletic          | 10 gennaio 1959 |
| 31          | Tooting & Mitcham United | 2-2       | Nottingham Forest        | 10 gennaio 1959 |
| Ripetizione | Nottingham Forest        | 3-0       | Tooting & Mitcham United | 24 gennaio 1959 |
| 32          | Colchester United        | 2-0       | Chesterfield             | 10 gennaio 1959 |

## Quarto turno
Si giocò il 24 gennaio 1959, sei partite ebbero bisogno della ripetizione.
| N°          | Casa                    | Punteggio | Trasferta          | Data            |
| ----------- | ----------------------- | --------- | ------------------ | --------------- |
| 1           | Bristol City            | 1-1       | Blackpool          | 24 gennaio 1959 |
| Ripetizione | Blackpool               | 1-0       | Bristol City       | 28 gennaio 1959 |
| 2           | Preston North End       | 3-2       | Bradford City      | 24 gennaio 1959 |
| 3           | Leicester City          | 1-1       | Luton Town         | 24 gennaio 1959 |
| Ripetizione | Luton Town              | 4-1       | Leicester City     | 28 gennaio 1959 |
| 4           | Nottingham Forest       | 4-1       | Grimsby Town       | 28 gennaio 1959 |
| 5           | Blackburn               | 1-2       | Burnley            | 28 gennaio 1959 |
| 6           | Wolverhampton Wanderers | 1-2       | Bolton Wanderers   | 24 gennaio 1959 |
| 7           | West Bromwich Albion    | 2-0       | Brentford          | 24 gennaio 1959 |
| 8           | Tottenham Hotspur       | 4-1       | Newport County     | 24 gennaio 1959 |
| 9           | Accrington Stanley      | 0-0       | Portsmouth         | 24 gennaio 1959 |
| Ripetizione | Portsmouth              | 4-1       | Accrington Stanley | 28 gennaio 1959 |
| 10          | Norwich City            | 3-2       | Cardiff City       | 24 gennaio 1959 |
| 11          | Chelsea                 | 1-2       | Aston Villa        | 24 gennaio 1959 |
| 12          | Worcester City          | 0-2       | Sheffield United   | 24 gennaio 1959 |
| 13          | Charlton Athletic       | 2-2       | Everton            | 24 gennaio 1959 |
| Ripetizione | Everton                 | 4-1       | Charlton Athletic  | 28 gennaio 1959 |
| 14          | Stoke City              | 0-1       | Ipswich Town       | 24 gennaio 1959 |
| 15          | Colchester United       | 2-2       | Arsenal            | 24 gennaio 1959 |
| Ripetizione | Arsenal                 | 4-0       | Colchester United  | 28 gennaio 1959 |
| 16          | Birmingham City         | 1-1       | Fulham             | 28 gennaio 1959 |
| Ripetizione | Fulham                  | 2-3       | Birmingham City    | 4 febbraio 1959 |

## Ottavi di finale
Vennero giocati il 14 febbraio 1959. Quattro partite vennero ripetute, un di queste ebbe bisogno della terza ripetizione.
| N°          | Casa              | Punteggio | Trasferta            | Data             |
| ----------- | ----------------- | --------- | -------------------- | ---------------- |
| 1           | Blackpool         | 3-1       | West Bromwich Albion | 14 febbraio 1959 |
| 2           | Burnley           | 1-0       | Portsmouth           | 14 febbraio 1959 |
| 3           | Bolton Wanderers  | 2-2       | Preston North End    | 14 febbraio 1959 |
| Ripetizione | Preston North End | 1-1       | Bolton Wanderers     | 18 febbraio 1959 |
| Ripetizione | Bolton Wanderers  | 1-0       | Preston North End    | 23 febbraio 1959 |
| 4           | Everton           | 1-4       | Aston Villa          | 14 febbraio 1959 |
| 5           | Ipswich Town      | 2-5       | Luton Town           | 14 febbraio 1959 |
| 6           | Tottenham Hotspur | 1-1       | Norwich City         | 14 febbraio 1959 |
| Ripetizione | Norwich City      | 1-0       | Tottenham Hotspur    | 18 febbraio 1959 |
| 7           | Arsenal           | 2-2       | Sheffield United     | 14 febbraio 1959 |
| Ripetizione | Sheffield United  | 3-0       | Arsenal              | 18 febbraio 1959 |
| 8           | Birmingham City   | 1-1       | Nottingham Forest    | 14 febbraio 1959 |
| Ripetizione | Nottingham Forest | 1-1       | Birmingham City      | 18 febbraio 1959 |
| Ripetizione | Birmingham City   | 0-5       | Nottingham Forest    | 23 febbraio 1959 |

## Quarti di finale
I quarti furono giocati sabato, 28 marzo 1959. 3 delle 4 partite dovettero essere ripetute.
| N°          | Casa              | Punteggio | Trasferta        | Data             |
| ----------- | ----------------- | --------- | ---------------- | ---------------- |
| 1           | Blackpool         | 1-1       | Luton Town       | 28 febbraio 1959 |
| Ripetizione | Luton Town        | 1-0       | Blackpool        | 4 marzo 1959     |
| 2           | Nottingham Forest | 2-1       | Bolton Wanderers | 28 febbraio 1959 |
| 3           | Aston Villa       | 0-0       | Burnley          | 28 febbraio 1959 |
| Ripetizione | Burnley           | 0-2       | Aston Villa      | 3 marzo 1959     |
| 4           | Sheffield United  | 1-1       | Norwich City     | 28 febbraio 1959 |
| Ripetizione | Norwich City      | 3-2       | Sheffield United | 4 marzo 1959     |

## Semifinali
Le semifinali vennero giocate sabato 14 marzo 1959. Nottingham Forest e Luton Town vinsero le loro sfide e approdarono alla finale di Wembley.
| Sheffield 14 marzo 1959, ore 15:00 | Nottingham Forest | 1 – 0 | Aston Villa | Hillsborough |

| Londra 14 marzo 1959, ore 15:00 | Luton Town | 1 – 1 | Norwich City | White Hart Lane |

Ripetizione
| Birmingham 18 marzo 1959, ore 19:45 | Norwich City | 0 – 1 | Luton Town | St. Andrew's |

## Finale
La finale fu giocata il 2 maggio 1959 allo stadio di Wembley e fu vinta dal Nottingham Forest, che batté il Luton Town per 2-1.
| Arbitro: | Jack Clough |

|                       |           |           |
| Dwight 10’ Wilson 14’ | Marcatori | 66’ Pacey |

| Nottingham Forest | Luton Town |